# 指標礦物
指标矿物是用于在地质中确定岩石经历的变质作用。根据原岩（母岩）的原始组成以及所经历的压力和温度，固态矿物之间的化学反应会产生新的矿物。当在变质岩中发现指标矿物时，它表示原矿形成该矿物必须达到的最低压力和温度。岩石形成的压力和温度越高，岩石的变质等级越高。
这个概念的起源可以追溯到1912年，当时乔治·巴罗绘制了苏格兰南部变质带的地图。每个区域均以其中出现的指标矿物命名。如绿泥石带以绿泥石命名。

## 矿物学带
泥岩是一种细颗粒的沉积岩，通常含有富含铝的矿物，经低级至高级变质后会产生这些矿物： 
- 绿泥石带：石英、绿泥石、白云母，钠长石
- 黑云母带：石英、白云母、黑云母、绿泥石、钠长石
- 石榴石带：石英、白云母、黑云母、石榴石、钠长石
- 十字石带：石英、白云母、黑云母、石榴石、十字石、斜长石
- 蓝晶石带：石英、白云母、黑云母、石榴石、蓝晶石、斜长石（十字石）
- 硅线石带：石英、白云母、黑云母、石榴石、硅线石、斜长石